# Garwin Sanford
Garwin Sanford (* 14. März 1955 in Truro, Kanada) ist ein kanadischer Film- und Fernsehschauspieler, der für seine Rollen in Stargate SG-1 und Stargate Atlantis bekannt ist.

## Werdegang
Sanford ist Filmschauspiel-Absolvent des Studio 58 am Langara College in Vancouver. 1984 trat er in drei Musikvideos von Bryan Adams auf. Er spielte unter anderem die Rolle des Narim in der Stargate-SG-1-Reihe und des Simon Wallace in Stargate Atlantis.
Im Jahr 2015 erhielt Sanford den vom kanadischen Medienverband UBCP/ACTRA vergebenen Sam Payne Award für „Menschlichkeit, Integrität und die Förderung neuer Talente“.

## Filmografie (Auswahl)

### Filme
- 1988: Body of Evidence (Fernsehfilm)
- 1988: Angeklagt
- 1989: Die Fliege 2
- 1989: Quarantine
- 1990: Der Tod des unheimlichen Hulk (Fernsehfilm)
- 1996: Versteckt in der Erinnerung
- 1998: Firestorm – Brennendes Inferno
- 2000: Das Model und der Cop (Fernsehfilm)
- 2000: Get Carter – Die Wahrheit tut weh
- 2003: Sniper – Der Heckenschütze von Washington
- 2005: Supervulkan (Fernsehfilm)
- 2010: Smokescreen (Fernsehfilm)
- 2012: Angst hat viele Gesichter
- 2013: Battleforce – Angriff der Alienkrieger (Independence Daysaster) (Fernsehfilm)
- 2015: Der Vogelhüter

### Serien
- 1984–1987: Airwolf (3 Folgen)
- 1987–1990: 21 Jump Street – Tatort Klassenzimmer (4 Folgen)
- 1992–1994: Die Odyssee (8 Folgen)
- 1994–1995: Lederstrumpf (21 Folgen)
- 1997–2002: Earth: Final Conflict (3 Folgen)
- 1998–2001: Stargate SG-1 (3 Folgen)
- 2004–2005: Stargate Atlantis (3 Folgen)
- 2007–2007: Painkiller Jane (3 Folgen)
- 2007–2011: Supernatural (1 Folge)
- 2011: Endgame (Episode: The White Queen)
- 2015–2018: Janette Oke: Die Coal Valley Saga (8 Folgen)